# Lorraine (1913)
Lorraine – francuski pancernik typu Bretagne należący do Marine nationale.

## Historia
Okręt wodowany był w 1913 roku i do służby wszedł trzy lata później, był modernizowany w latach 1921, 1930 i 1934-1936.
Podczas pierwszej modernizacji przede wszystkim zwiększono donośność artylerii głównej przez zwiększenie kąta podniesienia dział do 23°. Podczas drugiej modernizacji zmieniono opalanie kotłów z mieszanego (węgiel i paliwo ciekłe) na paliwo ciekłe, a ponadto ulepszono przyrządy kierowania ogniem, zdjęto 4 działa 138,6 mm i zamontowano tyle samo dział przeciwlotniczych 75 mm. Podczas ostatniej najszerszej modernizacji m.in. zastąpiono 24 stare kotły przez 6 nowych, bardziej wydajnych, przez co moc wzrosła z 29 000 do 43 000 KM. Wymieniono lufy armat artylerii głównej na nowe, zdjęto dalsze 4 działa 138,6 mm oraz wszystkie 4 podwodne wyrzutnie torpedowe. Na „Lorraine” jako jedynym okręcie tego typu zastąpiono wieżę artylerii głównej na śródokręciu przez hangar na 4 wodnosamoloty, z zainstalowaną na nim obrotową katapultą, zmniejszając przez to liczbę dział 340 mm do 8. 8 dział przeciwlotniczych 75 mm zamieniono na 8 dział 100 mm w podwójnych stanowiskach i 4 działka 37 mm (później ich ilość zwiększono do 8). W styczniu 1940 roku jednak działa 100 mm ponownie zamieniono na 8 pojedynczych 75 mm (było to spowodowane koniecznością dozbrojenia w te działa nowoczesnego pancernika „Richelieu”). Podczas remontu w latach 1943-1944 zdjęto przestarzałe wyposażenie lotnicze, a lekkie uzbrojenie przeciwlotnicze tworzyło odtąd 14 pojedynczych armat 40 mm Bofors i 25 pojedynczych działek 20 mm Oerlikon.
Po wybuchu II wojny światowej między 13 listopada a 1 grudnia 1939 roku na pokładzie „Lorraine” wywieziono do Halifaksu część francuskich rezerw złota (ok. 1500 skrzyń). Po kapitulacji „Lorraine” przebywał w brytyjskiej bazie w Aleksandrii w Egipcie. W ramach operacji Catapult, w drodze porozumienia pomiędzy stronami brytyjską i francuską okręt został rozbrojony i stacjonował w Aleksandrii pod francuskim dowództwem.
30 maja 1943 roku „Lorraine” wraz z innymi siłami francuskimi w Afryce Północnej przeszedł na stronę aliantów, po czym, po remoncie, w latach 1944-1945 działał u wybrzeży Francji na Morzu Śródziemnym w składzie sił Wolnej Francji. Po wojnie używany był jako okręt szkolny do 1953 roku, po czym 17 lutego 1953 roku wycofany ze służby i przeznaczony na hulk. Został złomowany w styczniu 1954 roku.